# Barcia (La Lama)
Barcia (oficialmente Santa Ana da Barcia do Seixo) es una parroquia española del municipio de La Lama, perteneciente a la provincia de Pontevedra, en la comunidad autónoma de Galicia.

## Toponimia
La parroquia puede aparecer referida como «Barcia», «A Barcia do Seixo» y «Barcia del Seijo».

## Geografía
La parroquia de Barcia del Seijo se encuentra situada en las estribaciones de la Sierra del Cando, entre el monte Seijo, Portela da Cruz y la Sierra del Suído, por lo que su clima es generalmente frío.
En lo alto del Monte Seixo, conocido como la "Montaña Mágica" de Galicia por su riqueza arqueológica y cultural, se encuentra la Porta do Alén o Portalén.
Esta formación megalítica, conforma una especie de puerta natural y está envuelta en un halo de misterio y leyendas, pues según la tradición celta es la puerta al más allá. 

## Historia
Hacia mediados del siglo XIX, la parroquia, ya por entonces perteneciente a La Lama, tenía contabilizada una población de ochocientos habitantes. Aparece descrita en el cuarto volumen del Diccionario geográfico-estadístico-histórico de España y sus posesiones de Ultramar de Pascual Madoz con las siguientes palabras:

BARCIA DEL SEIJO (Sta. Ana de la): felig. en la prov. de Pontevedra (4 leg.), dióc. de Santiago (9), part. jud. de Puente Caldelas (2) y ayunt. de Lama (1): sit. entre los montes del Seijo y el de la Portela de la Cruz: su clima es frio, pero sano, y solo se observan fiebres nerviosas y pútridas; comprende los l. de Barcia, Cernadelo, Cernedo y Taboadelo que reunen 190 casas y una escuela, á la cual concurren 40 niños. La igl. parr. (Sta. Ana) fué en lo ant. anejo de la de San Salvador de Girazga. El térm. confina por N. con San Miguel de Presqueiras, por E. con San Salvador de Girazga, por S. con San Bartolomé del Seijido, y por O. con San Sebastian de Cobelo, estendiéndose por donde mas á 1/2 leg.; le bañan los riach. Travieso y Ricobanca de que tiene orígen el Caldelas; estas aguas bajan á nnirse al puente denominado de los Arcos y desde aqui toman el nombre de r. Cobelo y Seijido. El terreno es de inferior calidad, y el citado monte del Seijo que se estiende 1 leg. de N. á S., conserva en su cúspide por algunos meses la nieve que recibe en el invierno. Los caminos se dirigen á Caldelas por la Portela de la Cruz á Carballino y á Orense, pero todos en mal estado; el correo se recoge en la cap. del part.; prod.: centeno, algun maiz y patata: cria ganado vacuno, cabrio, lanar, de cerda, yeguar y mular; hay caza de liebres, perdices, conejos, lobos y zorros: ind. en lo general la arrieria, si bien se ocupan en la agricultura, cria de ganado y algunos molinos harineros; sin que se esploten los criaderos ó minas de estaño, que se encuentran en las inmediaciones del monte de la Portela de la Cruz ó monte de Sto. Domingo, y en el Suido denominado tambien monte de Albion; pobl. 188 vec., 800 alm.; contr.: con su ayunt. (V.)
(Madoz, 1846, p. 14)

En 2023, tenía empadronados 217 habitantes.